# Axel Schaffeld

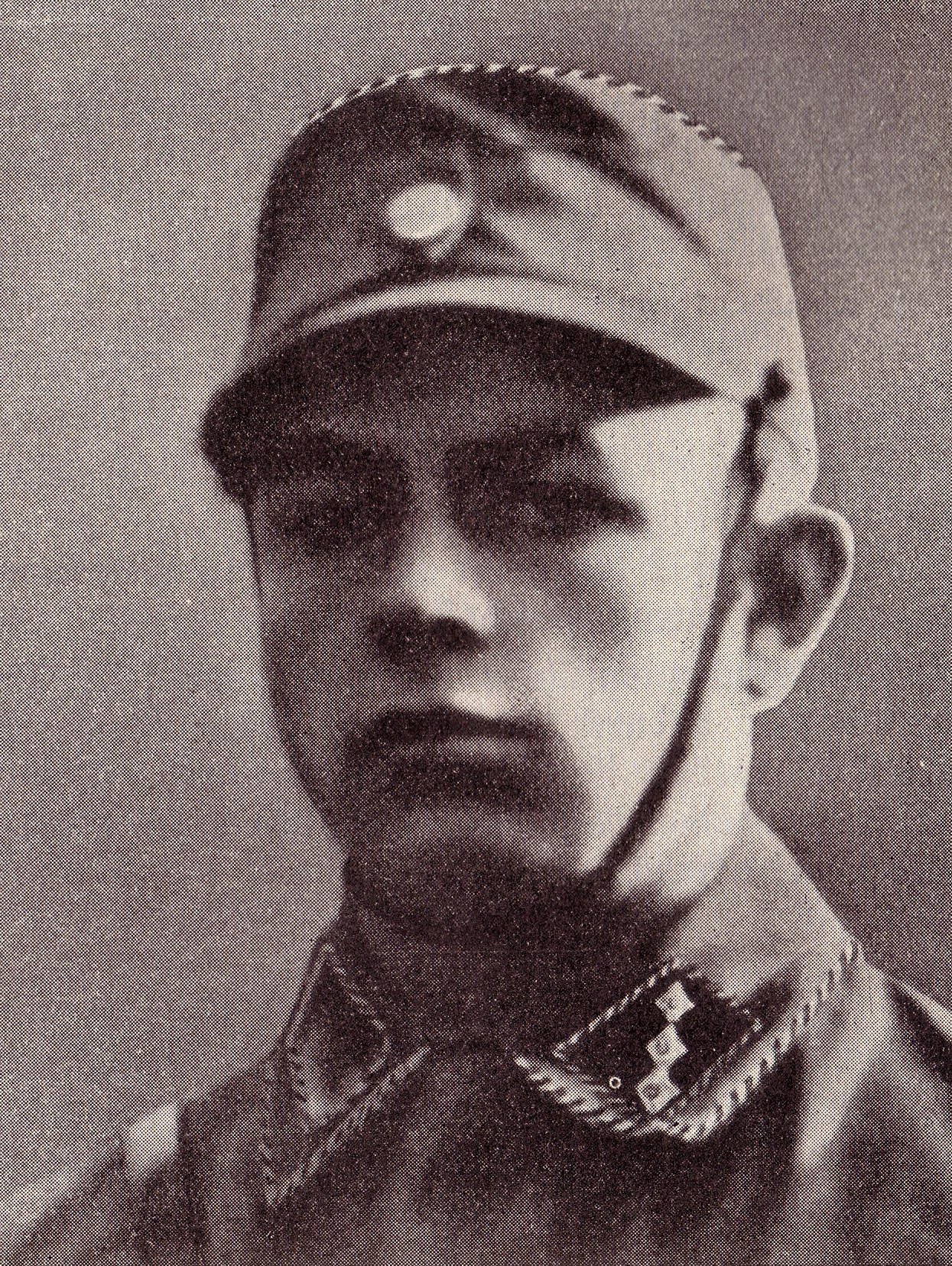
Axel Schaffeld als Sturmführer der SA

Axel Schaffeld (* 23. November 1904 in Peine; † 1. August 1932 in Braunschweig) war ein deutscher Maschinenbaustudent, NS-Hochschulgruppen- und SA-Sturmführer. 

## Leben
Schaffeld, ein Sohn des Fabrikbesitzers Hugo Schaffeld, begann nach dem Besuch des Realgymnasiums in Peine ein Maschinenbaustudium an der Technischen Hochschule Hannover und wurde Mitglied des Corps Macaro-Visurgia Hannover im WSC. Das Studium setzte er ab 1928 an der Technischen Hochschule Braunschweig fort. Der überzeugte Nationalsozialist (Mitglied seit 1. Juni 1931) und SA-Angehörige führte schon bald den Vorsitz in der Braunschweiger Studentenschaft und war gleichzeitig Hochschulgruppenführer des NS-Studentenbundes (NSDStB). Die angebliche Beleidigung einer deutschen Studentin durch einen bulgarischen Kommilitonen Ende des Jahres 1931 nutzte der NS-Studentenbund als Anlass für eine spektakuläre Hetzkampagne gegen die Hochschulleitung. Schaffeld spielte darin eine Schlüsselrolle, die NS-Presse sorgte für reichsweites Aufsehen.
Trotz massiver Intervention des Braunschweigischen Volksbildungsministers und NSDAP-Mitgliedes Dietrich Klagges in dieser Affäre konnte das eigentliche Ziel, die vorzeitige Machtübernahme an der Hochschule, nicht erreicht werden. Am 31. Juli 1932, dem Tag der Reichstagswahl, der in Braunschweig von bürgerkriegsähnlichen Unruhen begleitet wurde, wurde Schaffeld zum SA-Sturmführer ernannt. In den frühen Morgenstunden nach der Wahl lieferte sich sein SA-Trupp an der Ecke Sandweg/Schulweg mit Angehörigen einer kommunistischen Straßenschutztruppe ein Feuergefecht, bei dem Schaffeld getötet wurde.
Am 4. August wurde seine Urne in Anwesenheit der gesamten Braunschweiger NS-Prominenz auf dem Hauptfriedhof beigesetzt. Die Klagges-Administration machte Schaffeld zum „Blutzeugen der Bewegung“, der „Horst Wessel im Kampfe für die Volksgemeinschaft nachgefolgt“ sei und nahm seinen Tod zum Anlass, erneut vehement Polizeigewalt auch für die SA zu fordern.
Schaffeld wie auch der am 29. Juni 1933 irrtümlich von eigenen Kameraden erschossene SS-Mann Gerhard Landmann wurden von den Braunschweiger Nationalsozialisten zu Symbolfiguren stilisiert, denen Gedenkstätten und pompöse Gedächtnisfeiern gewidmet wurden. Der Schulweg, in dem Schaffeld getötet wurde, wurde nach ihm benannt, ebenso die heutige Realschule Georg-Eckert-Straße in Braunschweig. Beide wurden nach Kriegsende sowie später umbenannt. In Heidelberg wurde 1934 eine der von den Nazis in allen Universitätsstädten gegründete Kameradschaft nach ihm benannt. Dies Kameradschaften waren eine Konkurrenzorganisation zu den Studentenverbindungen. Als die Corps des Heidelberger Senioren Konvents Mitglieder verloren hatten und ihre Auflösung durch den NS-Staat befürchteten, wurde als Entgegenkommen gegenüber dem NS-Studentenbund das Schwabenhaus des Corps Suevia als Residenz für die Kameradschaft Axel Schaffeld angeboten. Es gab Verhandlungen mit dem NSDStB, der durch das ehemalige Suevia- und dann Kameradschaftsmitglied und NSDStB-Funktionär Hanns-Martin Schleyer geführt wurden. Diese Verhandlungen scheiterten und die Suevia löste sich am 3. November 1935 auf. 1939 bezog die Kameradschaft das Schwabenhaus.